# Marjan Petković
Marjan Petković (Brackenheim, 1979. május 22. –) szerb származású német labdarúgó, az Eintracht Braunschweig kapusa.

## Pályafutása
1996-ban a TSV Güglingenben kezdte pályafutását. 1998-ban szerződött az SG Kirchardtba. Felnőtt pályafutása 2000-ben kezdődött a VfR Heilbronn-nál. 2002 és 2004 közt a TSG 1899 Hoffenheim csapatát erősítette. 2004-ben szerződött az SV Sandhausenbe, ahol négy év alatt 115 bajnokin játszott. 2008-ban az FSV Frankfurtba igazolt. 2009-ben az Eintracht Braunschweig játékosa lett. 2015. nyaráig szól a szerződése.